# Aleksander Gieysztor

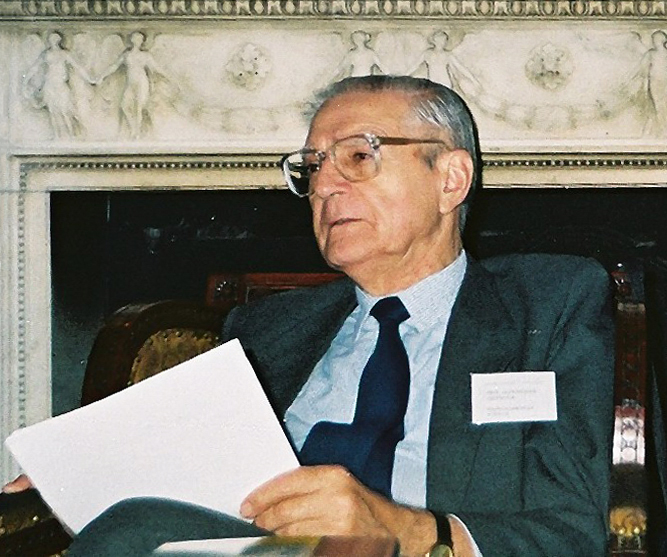
Aleksander Gieysztor 1995

Aleksander Gieysztor (* 17. Juli 1916 in Moskau; † 9. Februar 1999 in Warschau) war ein polnischer Mittelalterhistoriker.

## Leben
Aleksander Gieysztor wurde in Moskau geboren, wohin seine Eltern während des Ersten Weltkriegs geflüchtet waren. Seit 1921 lebte er in Warschau. 1937 absolvierte er sein Geschichtsstudium an der Universität Warschau. 1939 nahm er an den Ereignissen des Zweiten Weltkriegs als Fähnrich der Reserve teil. Danach war er im Untergrund im Nachrichten- und Propagandabüro der Polnischen Heimatarmee tätig. 1942 erhielt er an der konspirativen Universität seinen Doktortitel. Seit September 1945 war er Adjunkt am Institut für Geschichtswissenschaften der Warschauer Universität, seit 1949 außerordentlicher, seit 1960 ordentlicher Professor. Seit Januar 1971 nahm er am Wiederaufbau der Warschauer Königsschlosses teil, 1991 wurde er dessen Direktor. 1975 wurde er Mitglied der Polnischen Akademie der Wissenschaften, 1980 bis 1983 und 1990 bis 1992 war er deren Vorsitzender. Im Dezember 1976 wurde er zum Mitglied der Académie royale des Sciences, des Lettres et des Beaux-Arts de Belgique gewählt. Seit 1981 war er auswärtiges Mitglied (associé étranger) der Académie des Inscriptions et Belles-Lettres. 1984 wurde er zum korrespondierenden Mitglied der British Academy gewählt. 1986 bis 1992 war er Vorsitzender der Warschauer Wissenschaftsgesellschaft.
1988 bis 1990 war er Mitglied, seit 1990 stellvertretender Vorsitzender des Rates zur Bewahrung des Gedenkens an Kampf und Martyrium.
1989 nahm er an den Gesprächen am Runden Tisch teil.
1994 gehörte er zu den Mitbegründern der Humanistischen Akademie in Pułtusk, die seit 2002 seinen Namen trägt.
Er veröffentlichte etwa 500 Abhandlungen und Bücher.
Zu seinen Schülern gehörte u. a. der Historiker und Politiker Karol Modzelewski.

## Auszeichnungen
1976 erhielt er die Ehrendoktorwürde der Pariser Universität, 1990 der  Universität Posen, 1996 der Jagiellonen-Universität in  Krakau, 1997 der Katholischen Universität Lublin.
Aleksander Gieysztor wurde u. a. mit dem polnischen Orden des Weißen Adlers, dem Bundesverdienstkreuz, dem Verdienstorden der Italienischen Republik  und der französischen Ehrenlegion ausgezeichnet.
Seit 1999 wird der Professor-Aleksander-Gieysztor-Preis, gestiftet von der Leopold-Kronenberg-Stiftung, an die für das polnische Kulturerbe verdienten Personen verleiht.

## Veröffentlichungen (Auswahl)
- Mit Stefan Kienewicz, Emanuel Rostworowski, Janusz Tazbir und Henryk Wereszycki: History of Poland., Polish Scientific Publishers, Warschau 1968. (Das Buch schildert die Geschichte Polens bis zum Ausbruch des Zweiten Weltkrieges, ohne den Hitler-Stalin Pakt zu erwähnen.)